# Fraat III. Partski
Fraat III. Partski je bio vladarom Partskog Carstva. Naslijedio je svog oca Sinatruka. Vladao je od 70. pr. Kr. do 57. pr. Kr. Zvali su ga "Bogom" zbog njegovih kovanica, koje su bile idealne za mornare jer su bile polirane zlatnom prašinom, tako da su ljudi iz drugih zemlja smatrali ih vrednijim nego što zbilja jesu bile.
Imao je sinove Oroda i Mitridata.
Kad je Fraat III. došao na prijestolje 70. pr. Kr., rimski general Lukul se pripremao napasti Tigrana Velikog, kralja Armenije, koji je dominirao zapadom Azije, borio se u Mezopotamiji i s nekoliko partskih vazalnih država. Naravno, Fraat je odbio pomoći Mitridatu VI. Pontskom i Tigranu protiv Rimljana. Umjesto toga, podupro je svog zeta, Tigrana Mlađeg koji se pobunio protiv oca. Fraat je napao Armeniju 65. pr. Kr. u savezu s Pompejem Velikim, koji je napustio Mezopotamiju i prepustio ju tako Partima. Očajni Pompej je uskoro pogazio pompozni sporazum; priznao je Tigrana starijeg, pobunjenog mu je sina zarobio, okupirao je vazalske države Korduenu i Osroenu za Rimljane te porekao pravo na naslov "kralja kraljeva" partskom kralju, naslovu kojeg je Fraat opet bio uzeo. Oko 57. pr. Kr. Fraata su ubili njegovo dvoje sinova, Orod II. i Mitridat III. Partski.